# Colocleora moinieri
Colocleora moinieri är en fjärilsart som beskrevs av Claude Herbulot 1966. Colocleora moinieri ingår i släktet Colocleora och familjen mätare. Inga underarter finns listade i Catalogue of Life.